# Фран (Final Fantasy)
Фран (яп. フラン Фуран) — героиня серии японских ролевых игр Final Fantasy, одна из игровых персонажей Final Fantasy XII, придуманная Дайсукэ Ватанабэ и нарисованная Акихико Ёсидой. В японской версии игр Фран озвучивает Рика Фуками, а в английской — Николь Фантл.
Фран принадлежит к вымышленной расе виер — гуманоидов с заячьими ушами. Хотя большинство виер сторонится людей, она примкнула к воздушному пирату Балтьеру, став вторым пилотом на его корабле «Штраль». Пытаясь выкрасть Магицит богини, они встречают Ваана, который опередил их. В результате пиратский дуэт присоединяется к отряду Ваана и принимает непосредственное участие в событиях игры.
Игровые критики в основном положительно отзывались о Фран, которая стала первой известной представительницей расы виер: отдельно отмечался её костюм, таинственность и экзотичность, а также необычный акцент в английской версии игры. Ряд журналистов отдельно выделял Фран как одного из самых запоминающихся персонажей Final Fantasy XII и даже всей серии игр. В некоторых статьях, однако, высказывалось мнение, что внешний вид героини имеет явный сексуальный подтекст и будет интересен лишь мужской аудитории.

## Внешний вид и черты характера

Концепт-арт Фран

Фран — представительница расы виер (яп. ヴィエラ виэра), механик и второй пилот на корабле «Штраль», которым владеет воздушный пират Балтьер. Её точный возраст неизвестен, но ей не меньше пятидесяти лет (об этом упоминает её сестра в одном из диалогов). Таким образом, Фран является самым старшим членом отряда, хотя и выглядит очень молодо благодаря долгожительству виер. Фран имеет примечательную внешность: стройное тело, длинные белые волосы, собранные в хвост, красные глаза, заячьи уши, тёмная кожа, очень длинные ногти на руках. Фран носит открытую броню, стилизованную под купальник Тедди, и чулки. Большая часть брони сделана из тёмного металла, украшенного филигранью, а живот прикрыт полупрозрачной тканью. На голове у Фран — открытый узорчатый шлем с прорезями для ушей, на руках — длинные чёрные нарукавники до предплечий, плечи защищены металлическими пластинами, а на ногах надеты туфли на высоком каблуке, которые она вынуждена носить из-за особенного строения ног. В бою Фран использует длинный лук.
Фран имеет скрытный характер; она немногословна, ведёт себя отстранённо и никогда не рассказывает о своём прошлом. Так, когда Ваан напрямую спрашивает её о возрасте, виера отвечает лишь холодным молчанием. Вместе с этим, Фран заботится о спутниках и особенно предана своему напарнику Балтьеру: виера остаётся с ним даже тогда, когда он пытается увести падающую на город Воздушную крепость, хотя это смертельно опасно. В Final Fantasy XII выясняется, что задолго до событий игры Фран жила со своими сёстрами Йотэ и Мйрн в деревне Эруйт, изолированном поселении виера в джунглях Голмор, однако захотела свободы и решила отправиться в путешествие, чтобы посмотреть мир. Из-за этого между ней и другими виерами произошёл серьёзный конфликт — особенно оскорбилась старшая сестра Йотэ, матриарх деревни. Фран пыталась объяснить своим соплеменницам, что хотя все виеры рождаются в лесу, они не должны жить в нём всю жизнь. Как и все виеры, Фран очень чувствительна к магической Мгле, которая распространяется по Ивалису; попав под её действие Фран впадает в неконтролируемое безумие.

## Идея и создание

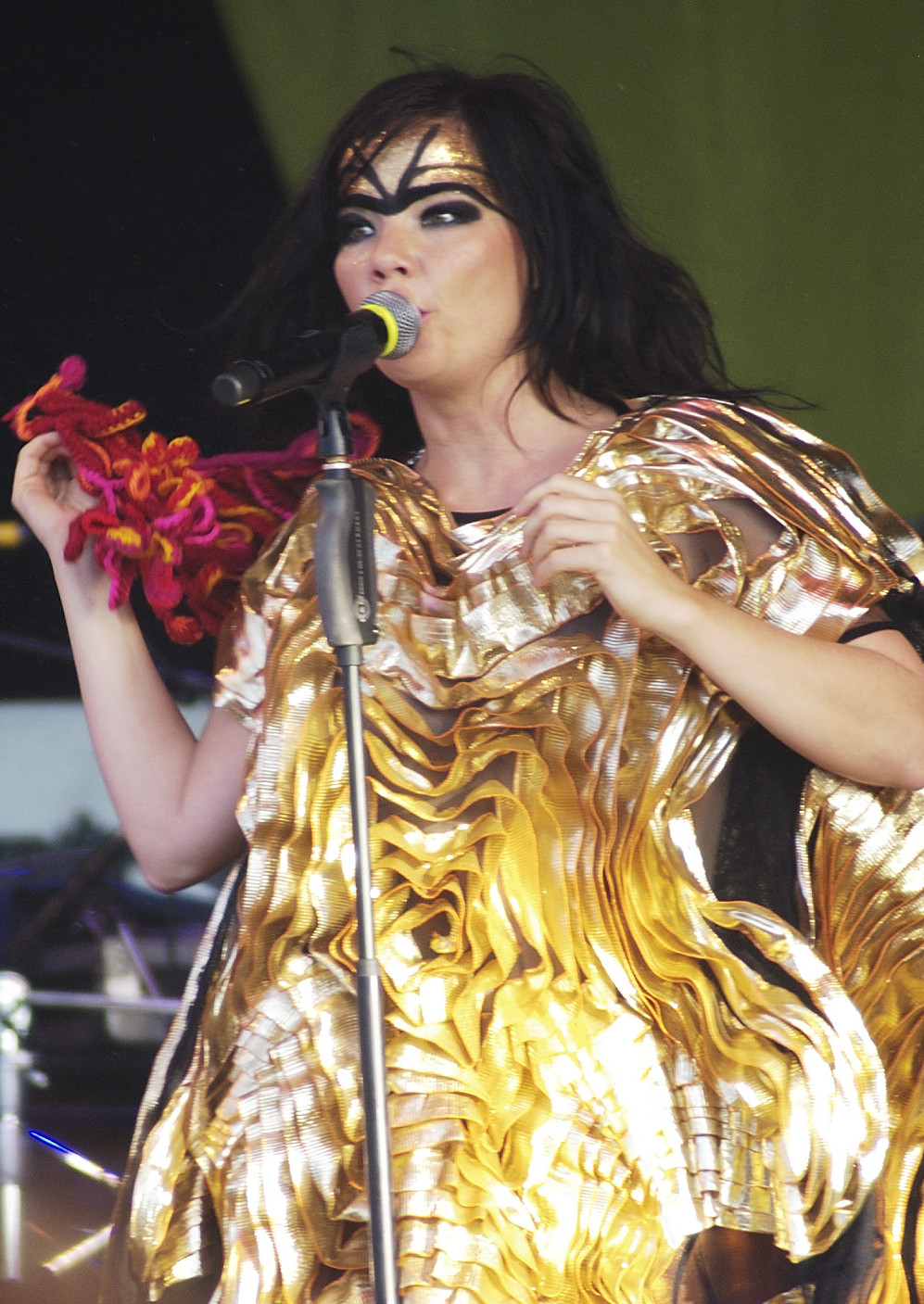
При написании реплик Фран локализатор Александр О. Смит вдохновлялся исландской певицей Бьорк и даже хотел пригласить её озвучить эту роль

Над внешним видом Фран, которая впервые появилась в Final Fantasy XII, работал художник Акихико Ёсида, а её историю написал Дайсукэ Ватанабэ. Создатели решили сделать игровым персонажем представителя другой расы для того, чтобы продемонстрировать разнообразие игрового мира и сделать его более похожим на мир реальный. Фран, как и многие другие герои, носит лёгкую и открытую одежду потому, что действие Final Fantasy XII разворачивается в достаточно жарких районах.
В японской версии игр Фран озвучивает Рика Фуками, а в английской — Николь Фантл; актёрами для захвата движений выступили Хироко Харада и Кохэй Такэда. Фран в исполнении Фуками звучит «прямолинейно и немного грубовато», однако при подготовке её реплик для английской версии локализатор Александр О. Смит с командой вдохновлялись исландской певицей Бьорк и потому они искали актрису, которая могла бы воплотить подобное произношение в жизнь. Локализатор объяснил:

Что касается виер, мы хотели, чтобы они выделялись из общей «системы» — это иная раса, у них своя мистическая среда, поэтому мы пытались [найти звучание], которое было бы понятным, но при этом необычным и экзотическим. Джо [член команды] — фанат Бьорк, поэтому очевидным выбором был исландский английский.— Александр О. Смит
В одном из интервью Смит отметил, что Фран является одной из самых любимых его героинь, и в идеале он хотел бы пригласить на озвучку этой роли саму Бьорк. Изначально представители Square Enix со скептицизмом отнеслись к этой идее, так как голос Фран слишком отличался бы от японского оригинала (значительно сильнее, чем голоса других игровых персонажей), но команда локализаторов сумела убедить их, объяснив, что хотят попробовать новый подход, учитывая, что Фран представляет иную расу.

## Появления

### Final Fantasy XII
Хотя виеры обычно никак не взаимодействуют с людьми, Фран, покинувшая родную деревню, решает примкнуть к Балтьеру, становясь его помощницей. Между королевствами Ивалиса идёт война, но Балтьер и Фран предпочитают оставаться в стороне. Однако, пытаясь выкрасть Магицит богини из Королевского дворца Далмаски, они встречают Ваана, который опередил их. За Вааном уже увязалась погоня, и таким образом они оказываются замешанными в военный конфликт.
Когда отряд Ваана упирается в непроходимый магический барьер в джунглях Голмор, Фран приходится возвращаться в свою деревню и просить помощи. Она узнаёт, что её сестра Мйрн сбежала в шахты по добыче магицита, и отправляется на поиски. Когда Мйрн удаётся привести обратно, выясняется, что она хотела покинуть поселение, однако Фран советует ей остаться, рассказывая о том, что её собственная независимость стоила ей отношений с семьёй и возможности говорить с Лесом.
Во время битвы над Рабанастром, Балтьер и Фран доставляют отряд на Воздушную крепость «Бахамут». Здесь друзьям удаётся остановить главных антагонистов игры, но корабль, лишившийся энергии нефицита, грозит упасть на город. Отряд Ваана покидает «Бахамут», однако Балтьер решает остаться на борту и попытаться увести корабль от города, расплатившись таким образом за грехи отца. Фран также остаётся с ним; они разбиваются вместе с Воздушной крепостью, и их считают погибшими. Однако впоследствии Балтьер возвращается за своим кораблём к Ваану и Пенело, а затем оставляет записку, из которой следует, что они вместе с Фран отправились на поиски Тайника Глабадоса.

### Другие игры и сопутствующие товары

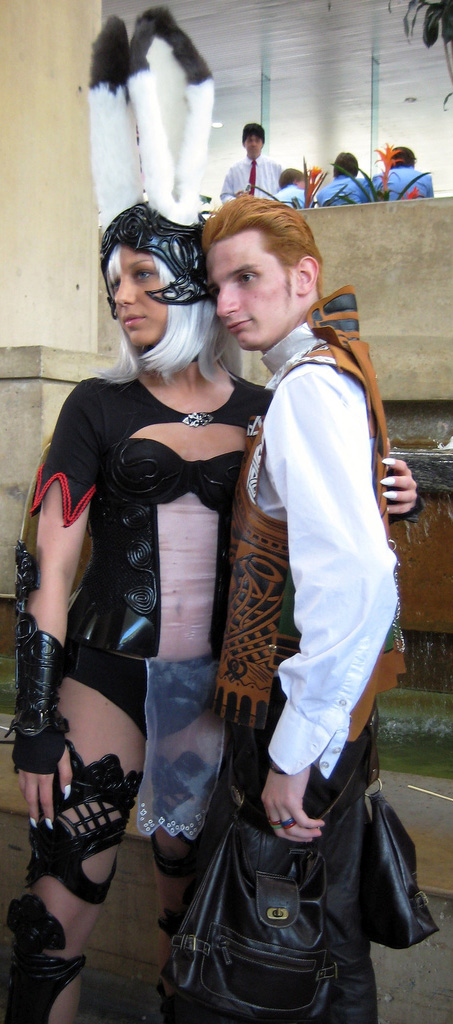
Косплей Балтьера и Фран

Фран вместе с Балтьером также появляется в Final Fantasy XII: Revenant Wings, сиквеле для Nintendo DS, действие которого разворачивается на Облачном континенте. Они пытаются уничтожить ауралит, один из нескольких кристаллов, благодаря которому Облачный континент может парить в воздухе. Им противостоит отряд Ваана, однако впоследствии выясняется, что Балтьер и Фран пошли на такой шаг для того, чтобы души, живущие в кристалле, не были захвачены.
Фран является игровым персонажем Itadaki Street Portable, Dissidia Final Fantasy Opera Omnia и Theatrhythm Final Fantasy Curtain Call. В 2019 году Фран, как и ряд других персонажей из Final Fantasy Tactics и Final Fantasy XII, была добавлена в игру Final Fantasy XIV в рамках серии обновлений Return to Ivalice; в этой игре она появляется как посланница повстанческой организации, сражающейся против Гарлейской империи.
В продажу также были запущены экшен-фигурки Фран, а в 2008 году Square Enix создала набор скульптурных композиций около 35 сантиметров в высоту, иллюстрирующих побег Балтьера и Фран из дворца Рабанастре.

## Признание и охват
Фран получила в основном положительные отзывы критиков; она стала первым игровых персонажем, представляющим вымышленную расу виер. Журналисты Game Informer и Destructoid высоко оценили Фран, назвав её и Балтьера самыми запоминающимися героями Final Fantasy XII. Обозреватели Game Revolution и Vice сошлись во мнении, что Фран определённо выделяется из всех персонажей серии Final Fantasy, особенно благодаря сценам, в которых она впадает в ярость. Фран заняла восьмое место в списке «10 самых крутых женских персонажей Final Fantasy» по версии The Gamer. В статье она сравнивается с Лулу, героиней Final Fantasy X; отмечаются её острые чувства, знание древней магии и богатый жизненный опыт. Журналист Kotaku отмечает, что хотя сюжет Final Fantasy XII начинает «выдыхаться» к концу игры, ряд персонажей — Аше, Баш, Фран и Балтьер — всё равно остаются интересными. Среди японских фанатов героиня не получила большой популярности, что, по мнению журналистки Electronic Gaming Monthly, является большим упущением.

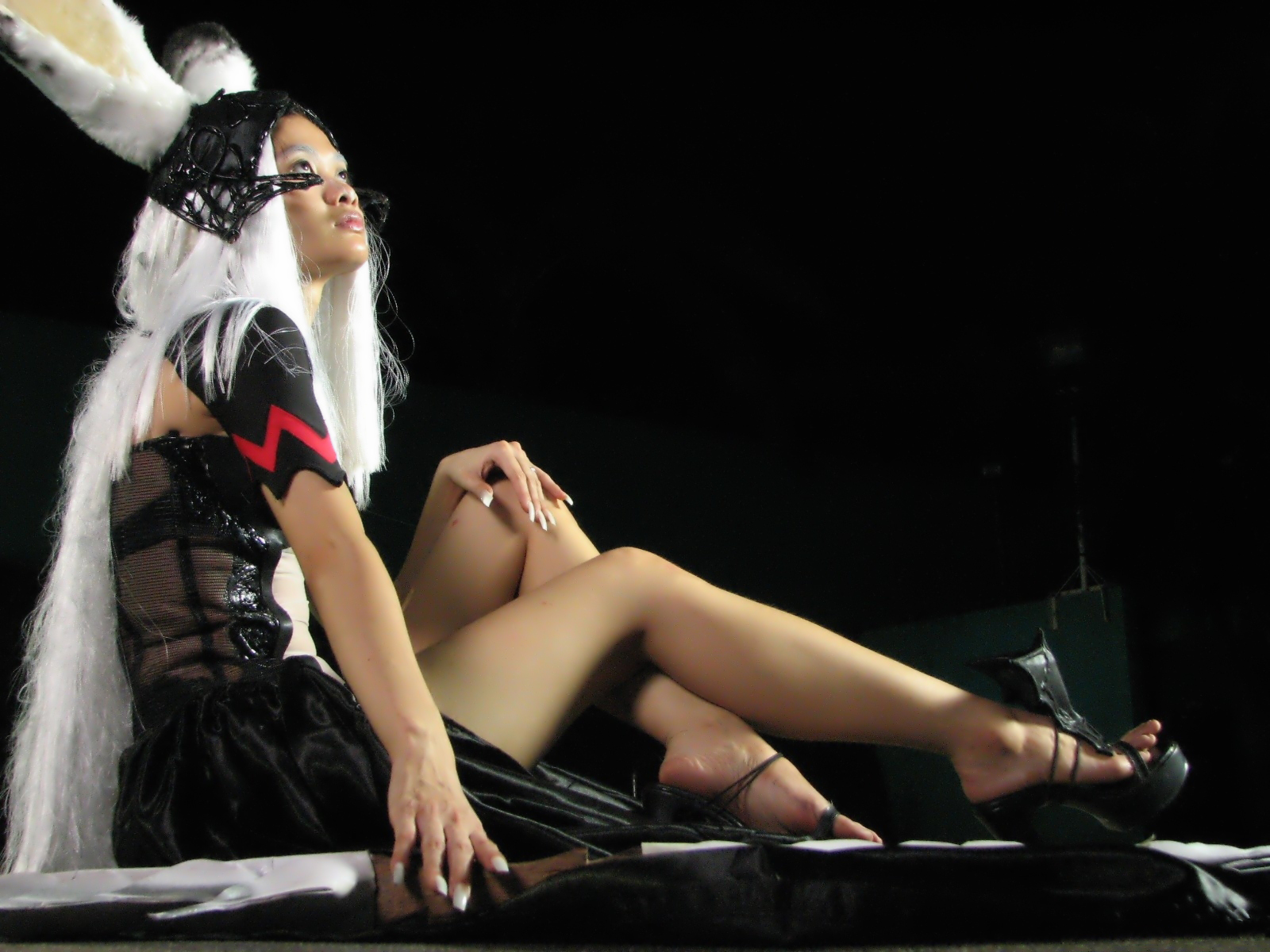
Косплей Фран

В статье IGN «Крошки Final Fantasy XII» отмечается мудрость и выносливость Фран. Журналист Complex включил Фран в список «50 самых горячих персонажей компьютерных игр» и провёл параллель между ней и Playboy bunny, а обозреватель Houston Press присвоил Фран первое место в списке «10 самых горячих персонажей-фурри», отметив её высокий рост, фигуру и «сексуальный акцент». Фран также попала в список IGN «25 лучших комплектов брони в компьютерных играх». Составительница списка отметила, что Фран выглядит «фантастически», однако её броня практически бесполезна, так как открывает практически все части тела и заставляет её выглядеть лишь как объект сексуального влечения. На сайте USGamer облик Фран также был оценен положительно, несмотря на её непрактичную обувь на высоких каблуках, которая совершенно не подходит для перемещения по лесу. На сайте Pop Matters Фран также оценена положительно и названа «экзотичной»: отдельно был отмечен её необычный акцент, цвет кожи и принадлежность к другой расе. Однако при этом журналист упомянул, что, по его ощущениям, у Фран, по сравнению с другими членами отряда, наименее ярко выражена индивидуальность. На сайте The Gamer костюм Фран был оценен неоднозначно: с одной стороны, он подчёркивает таинственность героини и может показаться привлекательным многим игрокам, но, с другой стороны, по мнению автора статьи, он совершенно не вписывается в игровой антураж.
В другой статье на сайте Houston Press отмечается, что Фран — одна из немногих героинь компьютерных игр женского пола с тёмной кожей; её присутствие также придаёт игре «налёт экзотичности» ввиду принадлежности к другой расе. Однако журналистка сайта NYM Gamer, дискутируя насчёт этого утверждения, замечает, что не готова назвать Фран «чёрной женщиной», так как она принадлежит к вымышленной расе виер. Кроме того, в игре слишком много внимания уделяется её сексуальности: «Фран известна не только своим темноватым оттенком кожи: она единственная из всего отряда не является человеком […], а её ноги устроены так, что ей приходится постоянно ходить на высоких каблуках (это отдельная история, как и то, что на ней практически нет одежды). […] Можно ли вообще назвать её женщиной? Я не готова классифицировать существо-гибрида как чёрную женщину […]». Подобной точки зрения придерживается и журналист Eurogamer, замечая, что внешний вид Фран демонстрирует «искусственное обособление» и типичные «мужские фантазии». Обозреватель Video Gamer назвал английскую озвучку Фран «странноватой», а на сайте Pop Matters отмечалось, что её акцент, а также внешний вид и принадлежность к другой расе, явно выделяют Фран из всего отряда.
Рецензент 1UP.com сравнил Балтьера и Фран с Ханом Соло и Чубаккой, известным дуэтом из вселенной Star Wars. Он добавил, что они представляются значительно более интересными, чем другие персонажи игр Final Fantasy последних лет. Аналогичное сравнение использовал и журналист Vice: «Они [Балтьер и Фран] были прикольные, они произносили лучшие реплики в игре, и они чем-то напомнили мне Хана и Чубакку. Ну, если бы Чубакка был грациозным и сексуальным». Журналист сайта PALGN выразил уверенность в том, что Балтьер и Фран «войдут в историю как один из лучших дуэтов». На сайте GamesRadar Балтьер и Фран были названы одной из лучших пар Final Fantasy благодаря своим отлично сбалансированным отношениям, которые «продлятся всю жизнь». «Они учат нас, что хорошие отношения означают „давать“, а пиратство означает „брать“», — резюмирует составитель списка.

## Комментарии
1. ↑  Магицит — обогащённый магией минерал, использующийся в колдовстве[FFXII 1] и в качестве топлива для функционирования воздушных кораблей[FFXII 2].
2. ↑  Лес для виер имеет священное значение, и они чувствуют с ним мистическую связь. Те виеры, которые решают покинуть Лес, считаются изгнанниками, и обратной дороги для них нет.
3. ↑  Мгла — это вымышленная субстанция, распространённая в мире Ивалис, которая может содержаться в почве и воздухе, становясь видимой при высокой концентрации. Мгла является основой магии.